# Mèo York Chocolate
Mèo York Chocolate (hoặc đơn giản là Mèo York) là một giống mèo không phổ biến và tương đối mới của Hoa Kỳ, với một bộ lông dài, chiếc đuôi thon thả và hầu hết trong số mèo giống này có màu hoàn toàn là màu nâu sô cô la. Loài này được đặt tên theo bang New York, nơi loài này được sản sinh vào năm 1983. Giống mèo này được tạo ra bằng cách lựa chọn những con mèo nhà lông dài có màu lông phù hợp và có nguồn gốc tổ tiên hỗn hợp. Loài mèo này không được công nhận rộng rãi bởi các tổ chức kiểm soát đăng ký giống mèo.

## Lịch sử
Loài này được tạo ra bởi Janet Chiefari vào năm 1983. Con đực là một con mèo dài màu đen và mẹ là một con mèo lông dài có hai màu đen và trắng. Chính sự giao phối của hai cá thể mèo này, cùng với nguồn gốc Mèo Xiêm của chúng, mà một con mèo con ra đời, được đặt tên là Brownie. Brownie cũng đã sinh một lứa mèo mới vào mùa hè năm sau, là kết quả giao phối với một con mèo lông dài màu đen. Có hai chú mèo con trong lứa này: một con mèo đực màu sô-cô-la và một con mèo cái có hai màu lông, trắng và sô cô la. Khi nhận thấy sự giống nhau về bộ lông và cấu tạo cơ thể của chúng, Chiefari bắt đầu chương trình nhân giống của riêng mình.